# 時生
《時生》是日本作家東野圭吾的長篇科幻小說。2002年7月由講談社以（「時生」的片假名寫法）為題發行了單行本，2005年發行講談社文庫版時改為現在的標題。
本作亦被影視劇作家福田靖改編成電視劇「時生 給父親的口信」（トキオ 父への伝言），2004年在NHK播出。

## 出版書籍
| 出版社       | 出版日期       | 格式   | 頁數  | ISBN                   | 譯者   |
| ------------ | -------------- | ------ | ----- | ---------------------- | ------ |
| 講談社       | 2002年7月      | 單行本 | 414頁 | ISBN 978-4-06-211327-4 | 不適用 |
| 講談社       | 2005年8月12日  | 文庫本 | 544頁 | ISBN 978-4-06-275166-7 | 不適用 |
| RH Korea     | 2008年10月17日 | 平裝書 | 480頁 | ISBN 978-897-919840-9  |        |
| 南海出版公司 | 2010年1月      | 平裝書 | 296頁 | ISBN 978-754-424585-2  | 徐建雄 |
| 獨步文化     | 2011年11月30日 | 平裝書 | 416頁 | ISBN 978-986-604-308-6 | 阿夜   |

## 書籍評價
- 2003年 「這本推理小說真厲害！」　第18名[1]
- 到了我這個年齡，周圍的朋友都有了孩子。問及生下孩子的原因時，所有人的回答都是「順其自然」之類。但我更想知道的，是他們能否在孩子面前自信地問：「作為我們的孩子，你覺得高興嗎？」孩子是否會回以「我非常慶幸有你們這樣的父母」，其實是永遠的謎。我一直想解開這一謎團，這便是《時生》的源頭。——東野圭吾[2]
- 我從前不是文學青年，至今仍不那麽喜歡讀書。《時生》令我這個不喜歡讀書的人都覺得很有趣，那就一定很有趣。——東野圭吾[2]
- 因為涵蓋了太多太多的元素，它乃是我迄今為止的集大成之作。——東野圭吾[2]
- 對於過去的事，我似乎比別人記得多些，當時不以為意的體驗，長大後才發現有些相當重大，其中有深厚的含義，這些都成為小說的主題。——東野圭吾[2]
- 讀者票選「東野圭吾」5大傑作[2]

## 故事簡介
我想相信，真的有時光機存在；我想相信，是你穿越時空，來告訴我--「未來不只存在於明日，未來是存在心中的。」
2001年，東京某醫院。 罹患不治之症年僅17歲的兒子臨終之際，宮本拓實對妻子坦承，其實他早在二十幾年前就見過他們的兒子。
1979年，淺草。 23歲的宮本拓實沒錢沒工作，混吃等死，成天妄想一夕致富，把一切的不順遂都怪罪到當年拋棄他的母親。就在這時，一名自稱「時生」的青年出現在他眼前，不但拉著他前往名古屋釐清身世之謎，還陪他跑去大阪尋找捲入麻煩的女友千鶴。兩個大男生在陌生的繁華商都與黑道交手，後來甚至遇上日本史上最大的隧道火災事故……
「你父親想說的是，只要確定心愛的人還活著，自己直到嚥氣前一刻都能擁有夢想；無論再短促的人生，只要有那麼電光石火的瞬間確定自己是活著的，未來就在那裡頭。我告訴你，未來不只存在於明日，未來是存在心中的；而只要心中有未來，人就是幸福的。你母親之所以生下你，就是因為你父親告訴了她這個道理。」

## 登場人物
宮本 拓實（Miyamoto Takumi）
時生的父親，本故事的敘述者。
年輕時吊兒郎當，不思進取，在那時的他遇上了「時生」。其時戀人千鶴因不能忍受他的不長進而出走，之後拓實和時生踏上尋找千鶴的旅程。在和時生相處的日子，性格逐漸被他改變。
宮本 時生（Miyamoto Tokio）
拓實的兒子，格雷戈里綜合癥患者，瀕臨死亡邊緣。「穿越時空」到過去和拓實相遇。
早瀨 千鶴（Hayase Chizuru）
拓實25年前的戀人，某天突然失蹤，拓實和時生便踏上尋找他的旅程。後與拓實分手。
岡部 龍夫（Okabe Tatsuo）
和千鶴一同消失的男人。
坂田 竹美（Sakada Takemi）
千鶴的朋友，樂隊成員。協助拓實和時生尋找千鶴的下落。
東條 須美子（Toujou Sumiko）
拓實的親生母親，在拓實幼時將他交給別人撫養。
東條 淳子（Toujou Junko）
須美子的女兒，將母親的遺物交托給了拓實。
柿澤 巧（Kakizawa Takumi）
漫畫家，筆名「爪塚夢作男」。拓實的親生父親。
篠塚 麗子（Shinozuka Reiko）
女大學生，後與拓實相遇並結婚，生下了時生。

## 電視劇
電視劇從2004年8月30日至9月30日在「NHK電視台晚間11點系列連續劇」時段播放。標題為「時生 給父親的口信」，共20集。
宮本拓實（國分太一）的兒子時生（櫻井翔）從2004年時空穿越回25年前的1979年，協助25年前的拓實（國分）尋找他的戀人千鶴（富田靖子）而展開了旅程。在途中時生一邊和25年前的拓實一同在1979年的世界裡生活和相處，一邊逐漸了解25年前的拓實。
劇本由福田靖擔任。

### 主演
- 宮本拓實（25歲／50歳） - 國分太一（TOKIO）

#### 1979年
- 宮本時生（19歳） - 櫻井翔（嵐）

拓實的兒子。
- 早瀨千鶴（27歳） - 富田靖子

25年前拓實的戀人。
- 岡部龍夫 - 正名僕藏

和千鶴一起失踪的男人。
- 石原裕次郎 - 伊武雅刀

神秘的男人。
- 日吉讓 - 佐藤二朗

石原的手下。
- 德永達也 - 菊池均也

石原的手下。
- 柿澤巧（爪塚夢作男） - 春田純一

拓實的父親。
- 東條須美子 - 風吹純

拓實的母親。
- 篠塚麗子 - 大河內奈奈子

大學生，後嫁給拓實。
大阪篇
- 坂田竹美（24歳） - 保田圭

千鶴的朋友。
- 坂田清美（44歳） - 山村紅葉

竹美的母親。
- 鈴木知子 - 佐藤美玲有

竹美樂隊的隊友。
- 河原和枝 - 桂亞沙美

竹美樂隊的隊友。
- 松井美紀 - 川崎真央

竹美樂隊的隊友。
- 大下鐵男 - 小市慢太郎

內臟燒烤店老闆。
- 荒川善次郎 - 曾我廼家文童

當鋪「荒川屋」的店主。
- 麻岡立 - 岩崎加根子

須美子的母親。

#### 2004年
- 坪内謙介（52歳）：片岡鶴太郎

時生的主治醫生。
- 小島今日子（40歳）：高橋瞳

護士。
- 田村早智（25歳）：井上和香

護士。
- 板野康平：東根作壽英

拓實的部下
- 占卜師：不破萬作

### 主題歌
- 大塚愛「好愛你。」

### DVD
- 時生 給父親的口信（NHK Enterprise 21、2005年4月22日）